# 孔苏埃洛·莫雷
孔苏埃洛·莫雷（西班牙語：Consuelo Moure，1947年—2014年4月2日），是一名哥伦比亚演员，她出演过大量电影和电视剧作品，她出生于潘普洛纳。
2014年4月2日，她因肺癌于哥伦比亚去世，享年67岁。